# Brandon López
Brandon López Fernández (n. 14 de agosto de 1995, Guatemala) es un actor y bailarín guatemalteco, conocido por su papel protagónico en la cinta La jaula de oro (2013) .

## Biografía
López es procedente de la "Zona 3", en Ciudad de Guatemala .
Comenzó a trabajar desde los 12 años, su padre lo acostumbró a trabajar en herrería, carpintería así como talleres de motocicletas y automóviles . 
Fue descubierto por el cineasta español Diego Quemada-Díez mientras bailaba breakdance y hip-hop, y lo incluyó en un extenso casting para la película La jaula de oro, ópera prima del director .

## Premios y nominaciones
Por su actuación, recibió el premio a la Mejor Interpretación de la sección Una Cierta Mirada en el Festival de Cannes .
Fue nominado en los Premios Fenix cómo Mejor Actor del 2014 .
El premio más importante se lo llevó en la 56.ª edición del Premio Ariel, organizada por la Academia Mexicana de Artes y Ciencias Cinematográficas, la cual le otorgó el Ariel a Mejor Actor .

## Filmografía
- La jaula de oro (2013) como Juan.
- Cinema3 (2013) como Él mismo.
- Aullido (2015) como Vicente.
- Temblores (2019) como joven cobrador.
- 90 minutos (2020) como Ángel.[6]
- Cadejo Blanco (2021) como Damián.
- 1991 (2021).

## Videoclips
- Ha actuado en videoclips de cantantes y bandas guatemaltecas.

1. Loco enamorado del cantante Guatemalteco -Bubó-.
2. Como todo lo demás de la reconocida banda -Matea Santa- 
3. Me enamoré en el Guarda -Los Joyas de Occidente-